# Teleki Magyar Ház

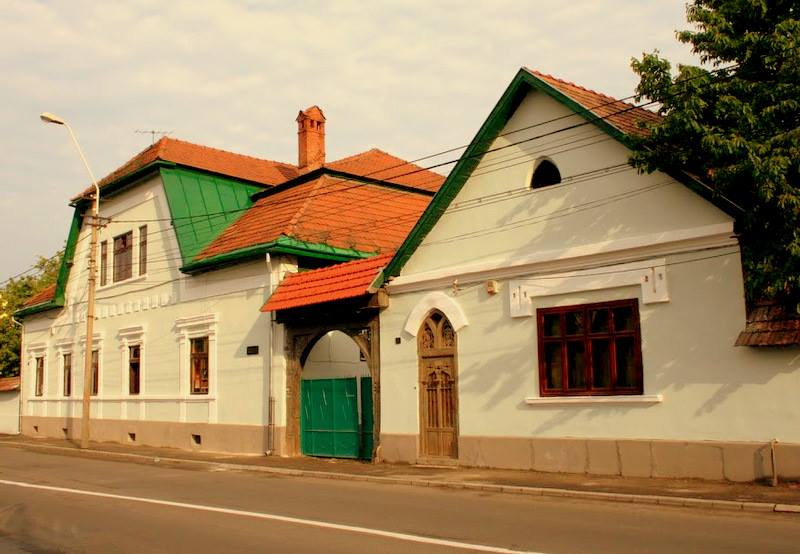
Thököly u. 5–7. (str. Minerilor 5–7)

A nagybányai Teleki Magyar Ház a Bányavidék egyetlen magyar civil művelődési intézménye. A romániai műemlékek jegyzékében a MM-II-m-B-04473 sorszámon szerepel.

## Célja, működése
A Teleki Magyar Ház otthonául szolgáló műemlék-épületegyüttest, gróf Teleki Sándor egykori lakóházait, az Illyés Közalapítvány, később a Szülőföld Alap, valamint magánadományok segítségével sikerült megvásárolni, 2001–2006-ban. Az épületek tulajdonosa a Nagybánya-óvárosi Református Egyházközség. Az intézmény működtetője az EMKE nagybányai szervezete, a Misztótfalusi Kis Miklós Közművelődési Egyesület. Az anyagi háttér előteremtését a 2005-ben megalapított és fenntartó szervezetként bejegyzett Teleki Magyar Ház Társaság segíti. Az intézmény működését egy kilenctagú Kuratórium felügyeli. Főmunkatársak: Dávid Lajos intézményvezető, Markó Hajnal programszervező, Bertoti Péter arculattervező.

### A közművelődés szolgálatában
A Teleki Magyar Ház 2002 februárjától szolgálja a közművelődést. A nagybányai magyar szervezetek, egyesületek, klubok, társaságok többségének a Teleki Magyar Ház biztosít székházat és otthont, mentesítve őket a fenntartás költségeitől. Művelődési intézményként ugyanakkor számos alkalmi és rendszeres művelődési program szervezője: táncház, kézműves programok, hangversenyek, könyvbemutatók, népfőiskolai előadások, honismereti túrák stb. 2002–2011 között több mint 100 képzőművészeti tárlat nyílt meg termeiben, egy-egy tárlat során a város bányászati múltjának, s a környékbeli fazekasság hagyományainak is emléket állított. Népszerűek a Ház nyári kézműves gyermektáborai és játszóháza. A felnőttképzést szolgálják az idegennyelvi és számítógépes kurzusok, valamint az eddig 2006-ban és 2008-ban megszervezett honismereti-helytörténeti tanfolyamok.
Az épületben egy bővülő helytörténeti gyűjtemény és régiségtár, valamint könyvtár és egy vendégház is működik. A Ház kiállításait, a műemlék épület patinás termeit, helytörténeti gyűjteményét évente több ezren látogatják, nagybányaiak, környéken élők és külföldiek egyaránt. 2008-ban itt talált otthonra a Memoár Könyvesház (könyvesbolt és antikvárium) is, amely 2009 januárjában bezárta kapuit. Az intézmény gazdasági hátterének biztosítása érdekében a pincében egy kávézó / teázó / borozó, a padlástérben pedig egy turistaszállás kialakítását tervezik.
Az épületegyüttes kertjében 2007 májusától Teleki Sándor mellszobra, fDinyés László budapesti szobrászművész alkotása látható.

### Könyvtár
A Ház Tersánszky Józsi Jenő nevét viselő könyvtárában hozzávetőlegesen 20-25 ezer kötet található. A gyűjtemény nagy értéke, hogy számos értékes magánkönyvtár gyarapította állományát. A könyvtár helyiségét 2010–2012-ben sikerült felújíttatni, berendezni, a könyvállomány jelenleg feldolgozás, rendszerezés alatt áll.

### Szent István Napok
A Teleki Magyar Ház megalakulásától kezdve éveken keresztül a római katolikus egyház mellett az augusztusi nagybányai Szent István Napok társszervezője volt. Főszervezője a májusi Teleki Napoknak (2007, 2008, 2009, 2010, 2011), társszervezője az őszi Főtér Fesztiválnak (magyar napok - 2006, 2008, 2009, 2010, 2011), a „Ház-sarok” című programmal részt vett a 2004., 2005., 2006. évi Gesztenye Ünnepek (városnapok) rendezvényeiben.

### Teleki-ösztöndíj
A Ház Kuratóriuma 2002-ben hozta létre a Teleki-ösztöndíjat, s Szász György nagybányai vállalkozó segítségével 2002-2004 között sok száz nagybányai diákot részesített tanulmányi ösztöndíjban és szociális támogatásban. A program keretében jelenleg kilenc Nagybányán tanuló középiskolás diákot részesítenek évente kiemelt összegű tanulmányi-közéleti ösztöndíjban, s a magyar nyelvű oktatás népszerűsítése szándékával könyvajándékkal köszöntik az iskolakezdő elsősöket. Az ösztöndíjprogramot ma már számos nagybányai magyar vállalkozó, közéleti személyiség és magánszemély támogatja.

### Kiadványok
A Teleki Magyar Ház gondozásában jelentek meg a következő kiadványok:
- „Egyszer volt Nagybánya” – 2003-as falinaptár – Nagybánya, 2002
- „Az ismeretlen Nagybánya – 2004-es falinaptár – Nagybánya, 2003
- „Bányavidéki barangolások” – Teleki Társaság, EKE Gutin Osztály, 2005
- „Nagybánya és környéke” I. kiadás – Teleki Társaság, Nagybánya, 2006
- „Nagybánya és környéke” II., javított kiadás – Teleki Társaság, Nagybánya, 2007
- Schönherr Gyula breviárium – Teleki Társaság, Nagybánya, 2008
- „Egyszervolt Nagybánya” – 2012-es falinaptár – Nagybánya, 2011